# Джої Муха
Джозеф Даглас Муха (англ. Joseph Douglas Muha) — канадський барабанщик, найбільш відомий своїми відео на YouTube, багато з яких мають мільйони переглядів і були розміщені на багатьох веб-сайтах. Учасник індастріал-метал гурту Threat Signal, дез-метал гурту Jungle Rot та поп-гурт Liteyears. Він також грав у групах, пов’язаних із Nuclear Blast Records, Victory Records, MapleMusic Recordings тощо.

## Життєпис
Муха виріс у маленькому пляжному містечку Порт-Дувер, Південне Онтаріо. Розпочав грати на барабанах у віці приблизно 14 років і з того часу грав у групах. Спочатку виступав зі своїм старшим братом Віллі, і з тих пір переходив до різних груп. Протягом нетривалого періоду його навчав місцевий викладач гри на барабанах Адам Рід, після чого Джої відточував майстерність гри самостійно. Вирізнаявся тим, що охоплює широкий спектр жанрів і стилів гри на барабанах.

## Історія
З 2009 по 2014 рік грав з гуртом Our Lady of Bloodshed. З 2011 по 2014 рік грав у прогресив дез-метал-гурті OPTICS з Гамільтона, де брав участі в записі однойменного альбому EP у 2011 році.
Вперше відчув смак гастролей по США під час гри на барабанах в Farewell to Freeway з Victory Records під час туру гурту по США у 2011 році.
У 2012 році приєднався до дез-метал-гурту Threat Signal, який співпрацював з Nuclear Blast Records. Протягом вище вказаного періоду часу також грав у металкор-гурті Cynicist з Корнволла, а в 2013 році з'явився у музичному відео гурту на пісню «Ashes Remain», а 2014 року гастролював з гуртом протягом туру по Східному узбережжю.
У червні 2015 року оголосив, що залишає Threat Signal, щоб приєднатися на постійній основі до дез-метал гурту Jungle Rot, який співпрацював з Victory Records, одразу після цього, з Джої Мухою на ударних, група почала запис свого восьмого студійного альбому Order Shall Prevail. Літо 2015 року провів, граючи з Jungle Rot на сцені Victory Records протягом усього фестивалю Rockstar Energy Drink Mayhem 2015.
У серпні 2015 року оголосив про свій відхід з Jungle Rot, після чого повернувся до гри з Threat Signal, а також із Sumo Cyco.

## Інструменти Джої Мухи
Наразі Muha підтримує Vic Firth Drumsticks, MEElectronics, Protection Racket, Gibraltar Hardware та Sabian Cymbals. Він використовує барабани Yamaha, барабанні палички Vic Firth, тарілки Sabian, педалі Trick, обладнання Gibraltar, монітори MEEaudio та електроніку Yamaha.

### Актуальні гастрольні інструменти
- Ударні Yamaha Recording Custom Series Kit
  - 10"X9" Том
  - 12"x10" Том
  - 16"x14" Підлоговий Том
  - 18"x16" Підлоговий Том
  - 22"x18" Бас-барабан
  - 14"x5.5" Барабан
- Цимбали Сабіан і Зільджян
  - 14" Sabian HHX Stage Hi Hats
  - 16" Sabian HHX Stage Crash
  - 17" Sabian HHXplosion Crash
  - 18" Sabian AAX Chinese
  - 18" Sabian AAX Chinese Brilliant
  - 19" Sabian AAX Dark Crash
  - 20" Zildjian Scimitar Ride
- Барабанні головки – Evans
  - Томи: EC2 Clear
  - Баси: EMAD
  - Пастка: Genera HD-Dry batter – Hazy 300 Clear resonant
- Інші
  - Електронний ударний модуль TD-3 і тригер RT-10 Roland
  - Педалі Trick Dominator
  - Барабанні палички Вік Ферт X5BN American Hickory
  - Монітори MEEaudio M6 PRO